# Jorge Teixeira
Jorge Filipe Avelino Teixeira est un joueur de football portugais né le 27 août 1986 à Lisbonne. Il occupe le poste de défenseur dans le club de l'AVS Futebol SAD.

## Carrière

### Débuts
Né à Lisbonne, Jorge Teixeira passe huit ans en équipe de jeunes au Sporting Clube de Portugal, sans jamais jouer pour l'équipe première. Il joue ses deux premières saisons en équipe première dans les clubs de troisième division, du Casa Pia AC et de l'Odivelas FC,.
Lors de la saison 2007-2008, il fait ses débuts professionnel en deuxième division, avec le club relégué du CD Fátima.

### Carrière professionnelle
Sa saison 2008-2009 est scindée entre deux équipes du championnat de Chypre : l'Atromitos Yeroskipou et l'AE Paphos.
À l'été 2009, il signe au Maccabi Haïfa pour une valeur de 220k €. L'année suivante, Teixeira rejoint le club suisse du FC Zurich où il s'engage pour une valeur de 1,2 million d'euros. Le 20 juillet 2010, il fait ses débuts en Super League avec sa nouvelle équipe en marquant un but, malgré une défaite de son équipe 2 à 3 contre le FC Bâle.
En janvier 2013, il est prêté à AC Siena, qui évolue en Serie A, et qui finit par être relégué à la fin de la saison.
De retour en Suisse, il gagne la Coupe de Suisse avec Zurich en 2014.
Teixeira rejoint le Standard de Liège, où il reste deux ans. En 2016, il signe un contrat de quatre ans et demi avec le club anglais Charlton Athletic.
Il ne reste finalement qu'un an avant de repartir en Belgique, signant un contrat de trois ans avec le Saint-Trond VV. Il renouvelle son contrat deux fois, en janvier 2021 et février 2022.
En 2023, il rejoint AVS Futebol SAD en deuxième division portugaise. Il participe à la promotion de son club en Primeira Ligua.

## Palmarès
- Vainqueur de la Coupe de Suisse en 2014 avec le FC Zurich